# ВК-50
ВК-50 — многоцелевой исследовательский реактор «водяной кипящий 50 мегаватт» — исследовательская реакторная установка в НИИАР в г. Димитровграде. Как отмечается на сайте НИИАР, ВК-50 является «первой и единственной в России установкой с корпусным водо-водяным кипящим реактором, естественной циркуляцией теплоносителя и подачей пара непосредственно из реактора на турбину».
Главный конструктор реактора — ОКБ «Гидропресс», научный руководитель — «Курчатовский институт», генеральный проектировщик — ВНИПИЭТ. Строительство реакторной установки велось с 1957 года. Физический пуск реактора был произведён 15 декабря 1964 года, энергетический пуск — 20 октября 1965 года, официальный ввод в эксплуатацию — 15 декабря 1965 года.
В 2021—2022 годах проведен масштабный ремонт установки, включая ремонт зданий и сооружений.
Фактически с 90х годов на этом реакторе исследования не проводятся, он работает в энергетическом режиме, вырабатывая 50 МВт электроэнергии (тепловой до 220МВт).
Ныне старейший действующий энергетический реактор в РФ и, возможно, в мире.